# تپه قلات شختان
تپه قلات شختان مربوط به سدهٔ ۶ تا ۸ ه.ق است و در شهرستان پیرانشهر، بخش مرکزی، دهستان منگور غربی، روستای شختان واقع شده و این اثر در تاریخ ۷ اسفند ۱۳۸۵ با شمارهٔ ثبت ۱۷۷۲۱ به‌عنوان یکی از آثار ملی ایران به ثبت رسیده است.